# Kamiel Mortelmans
Kamiel Jan Maria Mortelmans (Boom, 7 april 1946 − De Bilt, 9 maart 2017) was een van oorsprong Belgisch jurist met belangstelling voor Europees recht en publiekrecht en was lid van de Nederlandse Raad van State. Hij werd in 1989 tot Nederlander genaturaliseerd.
Naast Staatsraad was Mortelmans ook (hoofd)redacteur bij enkele wetenschappelijk-juridische bladen. Voorts was hij docent Europees recht en was hij actief bij de consumentenautoriteit.

## Loopbaan
Na het behalen van zijn licentiaat in rechten in 1969 aan de Universiteit van Gent, behaalde Mortelmans in 1970 dezelfde graad in het Europees recht, eveneens aan de Universiteit van Gent. In 1978 verwierf hij ook onderwijsbevoegdheid voor hoger onderwijs, en promoveerde hij aan de Universiteit van Gent in de rechtsgeleerdheid op de dissertatie De invloed van het Europese Gemeenschapsrecht op het Belgisch economische recht.
Reeds voor zijn promotie werd Mortelmans in 1971 aan de Universiteit Leiden benoemd als docent Europees recht. Hij bleef dit tot 1977 toen hij kabinetsmedewerker werd van de president van het Europese Hof van Justitie. In 1982 keerde hij terug naar Leiden als wetenschappelijk hoofdmedewerker economisch en Europees recht. In 1984 werd hij aan de Universiteit Utrecht benoemd tot hoogleraar economisch publiekrecht aan het Europa Instituut na het emeritaat van Pieter verLoren van Themaat.
Mortelmans was actief in de Sociaal-Economische Raad als lid van de commissie voor consumentenaangelegenheden en als voorzitter van de werkgroep voor internationale consumentenaangelegenheden. Daarnaast was hij adviseur bij de Nederlandse Mededingingsautoriteit en lid van de commissie auteursrechten bij het Ministerie van Justitie. Hij was van 1 september 2005 tot 1 mei 2016 lid van de Nederlandse Raad van State.
- International Standard Name Identifier: 0000 0001 2023 8508
- Library of Congress Control Number: n79041697
- Nederlandse Thesaurus van Auteursnamen: 07047575X
- Parlement.com: vg09llynnqyv
- Système universitaire de documentation: 117036358
- Virtual International Authority File: 35728543
- WorldCat: E39PBJhxgvGbdMdVtcHbmM8V4q